# Houzan Mahmoud
 (février 2013).
Si vous disposez d'ouvrages ou d'articles de référence ou si vous connaissez des sites web de qualité traitant du thème abordé ici, merci de compléter l'article en donnant les références utiles à sa vérifiabilité et en les liant à la section « Notes et références ».
Houzan Mahmoud est une femme politique kurde en exil, née le 8 mars 1973 à Souleimaniye (Irak). Après avoir obtenu l'asile politique en Grande-Bretagne, Houzan Mahmoud a obtenu en 2006 la nationalité britannique.

## Biographie
Née dans une famille de gauche laïque, Houzan Mahmoud a été dès l'enfance proche des milieux d'opposition à Saddam Hussein au Kurdistan. Ses frères et sœurs aînés appartenaient à une guérilla kurde, le Groupe ouvrier, fraction marxiste-léniniste au sein de l'Union patriotique du Kurdistan. Son frère aîné a été tué par la police politique à quelques mètres de la maison familiale. Par la suite, les membres du Groupe ouvrier ont été pourchassés et massacrés par l'Union patriotique du Kurdistan, en raison de divergences politiques.
Après le baccalauréat, Houzan Mahmoud a entrepris des études pour être enseignante, à Erbil. Mais la guerre entre le Parti démocratique du Kurdistan et l'Union patriotique du Kurdistan l'a contrainte à renoncer. Elle est proche du Courant communiste, sans jamais y adhérer. En 1994, elle s'exile en Turquie, puis au Royaume-Uni, avec son mari, un ancien combattant iranien de Komala, une organisation militaire opposée à la république islamique. Elle bénéficie de l'asile politique, avant d'obtenir la nationalité britannique.
En 1998, Houzan Mahmoud participe avec Yanar Mohammed à la création de la coalition de Défense des droits des femmes irakiennes, qui devient dès l'année suivante l'Organisation pour la liberté des femmes en Irak. Lors du mouvement de mars 2003 contre la guerre en Irak, elle devient l'une des oratrices les plus écoutées, parlant devant plus 700 000 personnes à l'occasion de la manifestation du 20 mars 2003 à Londres.
C'est à ce moment qu'elle décide, malgré sa méfiance pour les partis politiques, de rejoindre le Parti communiste-ouvrier d’Irak, où elle entrera rapidement au bureau politique, lors du 5e congrès tenu à Bagdad en 2004. Elle devient également responsable de l'Organisation à l'extérieur de l'Organisation pour la liberté des femmes en Irak. Elle assure pendant quelque temps la direction à l'étranger du Congrès des libertés en Irak, avant de laisser la place à Faris Mahmood pour se concentrer sur ses activités en défense des droits des femmes.
Houzan Mahmoud publie régulièrement des analyses dans la presse britannique, notamment The Independent et The Guardian, ainsi qu'à la télévision. Elle est régulièrement invitée dans d'autres pays pour exposer la situation des femmes irakiennes, notamment aux États-Unis d'Amérique, en France, au Japon et au Portugal. Elle coprésente dans A Day in the Life of Iraqi women, avec Laila Al Shaikhli pour parler de la vie des femmes irakiennes sous l'occupation américaine en 2007.
Le 26 février 2007, Houzan Mahmoud a reçu des menaces de mort du groupe islamiste kurde Ansar Al-Islam, en raison de son implication dans la campagne contre l'introduction de la charia dans la Constitution régionale du Kurdistan.

## Sources
- Nicolas Dessaux, Résistances irakiennes : contre l'occupation, l'islamisme et le capitalisme, L'Échappée, coll. « Dans la mêlée », 2006.